# Deportivo Toluca
A Deportivo Toluca (leggyakoribb becenevén Diablos Rojos, vagyis Vörös Ördögök) a mexikói labdarúgás egyik meghatározó csapata, otthona México szövetségi állam fővárosa, Toluca de Lerdo. A piros és fehér klubszínekkel rendelkező együttes 10-szeres bajnok és 2-szeres kupagyőztes, valamint két alkalommal megnyerte a CONCACAF-bajnokok ligája sorozatot is. Jelenleg is az első osztályú bajnokságban szerepel.

## Története
A klubot 1917-ben alapították, a következő évben Roman Ferrat lett az elnöke. 1919-ben megvették az úgynevezett Presa Gachupines földterületeit, ahol pályájukat kialakították. A csapat 1920-ban a Hermanos Henkel nevű tornán indult, 1922-ben viszont a fiatal klub válságos időszakhoz érkezett, ugyanis több alapítója Mexikóvárosba költözött. A következő évben szerencsére Fernando Barreto anyagi támogatásának köszönhetően rendeződött a helyzet.
1926-ban, 1927-ben és 1928-ban is megnyerték a helyi amatőr bajnokságot, majd 1930-ban a fővárosi bajnokságban kezdték meg szereplésüket, ahol a következő évben már két „nagy” csapattal, az Américával és a Necaxával is összecsaptak. A Liga Mayorban éveken keresztül sikeresen szerepeltek, de amikor 1943-ban elindult a professzionális bajnokság, még nem kerültek be az első idények résztvevői közé. Csak 1947-ben kezdték meg a profi játékosok szerződtetését, és csak 1951-ben kezdték meg a másodosztályban való szereplésüket (ennek az osztálynak egyébként egyik alapítói voltak). 1953-ban jutottak fel az első osztályba és azóta is ott szerepelnek: még egyszer sem estek ki.
A következő évben avatták fel új stadionjukat, 1956-ban pedig már az ezüstéremig meneteltek, csakúgy, mint egy évvel később. Első bajnoki címüket 1967-ben szerezték meg, 1968-ban pedig megismételték ezt a sikerüket. 1975-ben ismét bajnokok lettek, majd néhány kevésbé sikeres évtized következett. Az 1990-es évek végére azonban egy rendkívül erős csapat alakult ki Tolucában, mely sorra nyerte a bajnokságokat: 1998, 1999 és 2000 nyarán, a 2002-es, 2005-ös és 2008-as Aperturában, valamint a 2010-es bicentenáriumi bajnokságban is győzedelmeskedtek, így összesen 10 aranyérmükkel a harmadik legsikeresebb mexikói klubbá váltak.

## Bajnoki eredményei
A csapat első osztályú szereplése során az alábbi eredményeket érte el:

### A régi rendszerben
| Év        | Helyezés |
| --------- | -------- |
| 1953–1954 | 5. hely  |
| 1954–1955 | 6. hely  |
| 1955–1956 | 4. hely  |
| 1956–1957 | 2. hely  |
| 1957–1958 | 2. hely  |
| 1958–1959 | 6. hely  |
| 1959–1960 | 5. hely  |
| 1960–1961 | 9. hely  |
| 1961–1962 | 3. hely  |
| 1962–1963 | 7. hely  |
| 1963–1964 | 11. hely |
| 1964–1965 | 11. hely |
| 1965–1966 | 12. hely |
| 1966–1967 | Bajnok   |
| 1967–1968 | Bajnok   |
| 1968–1969 | 3. hely  |
| 1969–1970 | 4. hely  |

### A rájátszásos rendszerben
| Év                | Alapszakasz-helyezés                                                           | Eredmény a rájátszásban |
| ----------------- | ------------------------------------------------------------------------------ | ----------------------- |
| México 1970       | 1. hely                                                                        | 4. hely                 |
| 1970–1971         | 2. hely                                                                        | 2. hely                 |
| 1971–1972         | 14. hely                                                                       |                         |
| 1972–1973         | 5. hely                                                                        |                         |
| 1973–1974         | 6. hely                                                                        |                         |
| 1974–1975         | 2. hely                                                                        | Bajnok                  |
| 1975–1976         | 7. hely                                                                        |                         |
| 1976–1977         | 12. hely                                                                       |                         |
| 1977–1978         | 3. hely                                                                        | Negyeddöntős            |
| 1978–1979         | 4. hely                                                                        | Negyeddöntős            |
| 1979–1980         | 9. hely                                                                        |                         |
| 1980–1981         | 9. hely                                                                        | Negyeddöntős            |
| 1981–1982         | 13. hely                                                                       |                         |
| 1982–1983         | 4. hely                                                                        | Negyeddöntős            |
| 1983–1984         | 12. hely                                                                       |                         |
| 1984–1985         | 17. hely                                                                       |                         |
| Prode 1985        | 10. hely                                                                       |                         |
| México 1986       | 17. hely                                                                       |                         |
| 1986–1987         | 13. hely                                                                       |                         |
| 1987–1988         | 9. hely                                                                        | Negyeddöntős            |
| 1988–1989         | 15. hely                                                                       |                         |
| 1989–1990         | 10. hely                                                                       | Negyeddöntős            |
| 1990–1991         | 11. hely                                                                       |                         |
| 1991–1992         | 12. hely                                                                       |                         |
| 1992–1993         | 14. hely                                                                       |                         |
| 1993–1994         | 3. hely                                                                        | Elődöntős               |
| 1994–1995         | 16. hely                                                                       |                         |
| 1995–1996         | 15. hely                                                                       |                         |
| 1996 tél          | 5. hely                                                                        | Negyeddöntős            |
| 1997 nyár         | 11. hely                                                                       |                         |
| 1997 tél          | 12. hely                                                                       |                         |
| 1998 nyár         | 1. hely                                                                        | Bajnok                  |
| 1998 tél          | 2. hely                                                                        | Negyeddöntős            |
| 1999 nyár         | 1. hely                                                                        | Bajnok                  |
| 1999 tél          | 2. hely                                                                        | Negyeddöntős            |
| 2000 nyár         | 1. hely                                                                        | Bajnok                  |
| 2000 tél          | 2. hely                                                                        | 2. hely                 |
| 2001 nyár         | 17. hely                                                                       |                         |
| 2001 tél          | 2. hely                                                                        | Elődöntős               |
| 2002 nyár         | 2. hely                                                                        | Negyeddöntős            |
| 2002 Apertura     | 2. hely                                                                        | Bajnok                  |
| 2003 Clausura     | 5. hely                                                                        | Negyeddöntős            |
| 2003 Apertura     | 10. hely                                                                       | Elődöntős               |
| 2004 Clausura     | 5. hely                                                                        | Elődöntős               |
| 2004 Apertura     | 2. hely                                                                        | Negyeddöntős            |
| 2005 Clausura     | 11. hely                                                                       |                         |
| 2005 Apertura     | 5. hely                                                                        | Bajnok                  |
| 2006 Clausura     | 6. hely                                                                        | Elődöntős               |
| 2006 Apertura     | 4. hely                                                                        | 2. hely                 |
| 2007 Clausura     | 13. hely                                                                       |                         |
| 2007 Apertura     | 2. hely                                                                        | Negyeddöntős            |
| 2008 Clausura     | 5. hely                                                                        | Negyeddöntős            |
| 2008 Apertura     | 2. hely                                                                        | Bajnok                  |
| 2009 Clausura     | 2. hely                                                                        | Negyeddöntős            |
| 2009 Apertura     | 1. hely                                                                        | Elődöntős               |
| 2010 Bicentenario | 3. hely                                                                        | Bajnok                  |
| 2010 Apertura     | 11. hely                                                                       |                         |
| 2011 Clausura     | 12. hely                                                                       |                         |
| 2011 Apertura     | 13. hely                                                                       |                         |
| 2012 Clausura     | 10. hely                                                                       |                         |
| 2012 Apertura     | 1. hely                                                                        | 2. hely                 |
| 2013 Clausura     | 13. hely                                                                       |                         |
| 2013 Apertura     | 5. hely                                                                        | Elődöntős               |
| 2014 Clausura     | 2. hely                                                                        | Elődöntős               |
| 2014 Apertura     | 4. hely                                                                        | Elődöntős               |
| 2015 Clausura     | 10. hely                                                                       |                         |
| 2015 Apertura     | 2. hely                                                                        | Elődöntős               |
| 2016 Clausura     | 11. hely                                                                       |                         |
| 2016 Apertura     | 10. hely                                                                       |                         |
| 2017 Clausura     | 4. hely                                                                        | Elődöntős               |
| 2017 Apertura     | 5. hely                                                                        | Negyeddöntős            |
| 2018 Clausura     | 1. hely                                                                        | 2. hely                 |
| 2018 Apertura     | 7. hely                                                                        | Negyeddöntős            |
| 2019 Clausura     | 9. hely                                                                        |                         |
| 2019 Apertura     | 17. hely                                                                       |                         |
| 2020 Clausura     | 15. hely Nem hivatalos eredmény, mivel a bajnokságot 10 forduló után törölték. |                         |
| 2020 Apertura     | 11. hely                                                                       |                         |
| 2021 Clausura     | 11. hely                                                                       | Negyeddöntős            |
| 2021 Apertura     | 6. hely                                                                        |                         |
| 2022 Clausura     | 15. hely                                                                       |                         |
| 2022 Apertura     | 6. hely                                                                        | 2. hely                 |
| 2023 Clausura     | 4. hely                                                                        | Negyeddöntős            |
| 2023 Apertura     | 12. hely                                                                       |                         |
| 2024 Clausura     | 3. hely                                                                        | Negyeddöntős            |

## Stadion
A Toluca otthona a 2680 méteres tengerszint feletti magasságban felépült Estadio Nemesio Díez (korábbi nevén: Estadio Luis Gutiérrez Dosal) stadion, melynek befogadóképessége 26 000 fő. Az épület egy korábban meglevő pálya helyén épült fel, 1954. augusztus 8-án avatták fel, azóta többször átépítették. Itt rendezték az 1970-es és az 1986-os labdarúgó-világbajnokság több mérkőzését is.